# 이수현 (번역가)
이수현(1977년)은 대한민국의 SF·판타지 전문 소설가 겸 번역가이다. 서울대학교 인류학과를 졸업했고 동 대학원에서 석사 학위를 받았다. 하이텔 환타지 동호회에서 연재하던 장편소설 《패러노말 마스터》로 제4회 한국 판타지 문학상 우수상을 수상하였고, 《이웃집 슈퍼히어로》, 《근방에 히어로가 너무 많사오니》 등의 앤솔러지에 참여했다. 환상문학웹진 거울의 주요 필진으로 활동하였다.
외국 SF·판타지 번역가로서도 저명하며, 어슐러 K. 르 귄의 《빼앗긴 자들》을 시작으로 유수의 작품들을 번역하였다. 대표적으로 어슐러 르귄의 《로캐넌의 세계》를 비롯한 헤인 시리즈, 테리 프래쳇의 《멋진 징조들》, 조지 R. R. 마틴의 얼음과 불의 노래 시리즈(개정판), 릭 라이어던의 퍼시 잭슨과 올림포스의 신 시리즈, 제임스 팁트리 주니어의 《체체파리의 비법》, 존 스칼지의 《노인의 전쟁》, 닐 게이먼의 그래픽노블 샌드맨 등이 있다.

## 저서 목록

### 장편소설
- 패러노말 마스터(2003)
- 서울기담 2007(가제) (2020)

### 공저
- 한국 환상 문학 단편선(2008)
- 이웃집 슈퍼히어로(2015)
- 근방에 히어로가 너무 많사오니(2018)
- 우리가 먼저 가볼게요(2019) - 추천사

### 비문학
- 북유럽 신화(2019)

## 역서 목록

### 소설
- 릭 라이어던 작품
  - 퍼시 잭슨과 올림포스의 신
  - 케인 연대기

- 베로니카 로스 작품(은행나무)
  - 다이버전트
  - 인서전트
  - 얼리전트
  - 포

- 어슐러 K. 르귄 작품
  - 로캐넌의 세계(황금가지)
  - 서부 해안 연대기(시공사)
  - 유배 행성(황금가지)
  - 환영의 도시(황금가지)

- 조지 R. R. 마틴 작품(은행나무)
  - 왕좌의 게임
  - 까마귀의 향연
  - 왕들의 전쟁
  - 검의 폭풍
  - 피버 드림

- 옥타비아 버틀러 작품(비채)
  - 블러드차일드
  - 킨

- 존 스칼지 작품(샘터사)
  - 노인의 전쟁
  - 유령여단
  - 마지막 행성
  - 작은 친구들의 행성
  - 신 엔진

- 로저 젤라즈니 작품
  - 고독한 시월의 밤(시공사)
  - 그림자 잭(페이퍼하우스)

- 할런 엘리슨 작품(아작)
  - 세상의 중심에서 사랑을 외친 짐승(신해경과 공역)
  - 제프티는 다섯 살(신해경과 공역)
  - 달리의 고치
  - 말레이 철도의 비밀
  - 어두운 여관
  - 절규성 살인사건
  - 46번째 밀실

- 제임스 팁트리 주니어 작품(아작)
  - 마지막으로 할 만한 멋진 일
  - 체체파리의 비법

- 로런스 블록 작품(엘릭시르)
  - 살인해드립니다

- 테리 프래쳇 작품(시공사)
  - 디스크월드
  - 멋진 징조들

- 코니 윌리스 작품(아작)
  - 양 목에 방울달기

- 알렉산더 매컬 스미스 작품(문학동네)
  - 사자와 결혼한 소녀
  - 이리저리 움직이는 비비원숭이
  - 천국의 데이트
  - 꿈꾸는 앵거스

- 크립토노미콘(닐 스티븐슨, 책세상)
- 살인게임(맥스 앨런 콜린스, 찬우물)
- 무덤의 증언(맥스 앨런 콜린스, 찬우물)
- 겨울의 죽음(스튜어트 카민스키, 찬우물)
- 마라코트 심해(아서 코난 도일, 행복한책읽기)
- 세계 공포 문학 걸작선: 고전편(에드거 앨런 포 외, 황금가지)
- 유전자가 수상하다!(가드너 도즈와 엮음, 시공사)
- 환상소설가의 조수(제프리 포드, 폴라북스)
- 유리 속의 소녀(제프리 포드, 열린책들)
- 사물의 안정성(A. M. 홈스, 문학동네)
- 문 콜드(퍼트리샤 브릭스, 시공사)
- 이 책이 당신의 인생을 구할 것이다(A. M. 홈스, 문학동네)
- 대우주시대(네이선 로웰, 구픽)
- 처형 6일 전(조너선 래티머, 엘릭시르)
- 울(휴 하위, 시공사)

### 그래픽노블
- 그레이브야드 북(닐 게이먼/P. 크레이그 러셀)
- 사가(브라이언 K. 본/피오나 스테이플스)
- 샌드맨(닐 게이먼)
- 왕좌의 게임 그래픽노블(대니얼 에이브러험)
- 젠틀맨 리그(앨런 무어/케빈 오닐)
  - 네모: 얼음 심장
- 페이블즈(빌 윌링험/마크 버킹엄 외)